# Sara Vilic
Sara Vilic (29 de março de 1992) é uma triatleta profissional austríaca.

## Carreira

### Rio 2016
Sara Vilic disputou os Jogos do Rio 2016, terminando em 37º lugar com o tempo de 2:03:10. 